# Цюховий (хребет)
Цю́ховий, інколи Цю́ховий Діл або Цю́хів Діл — гірський хребет в Українських Карпатах, що належить до масиву Верхньодністровські Бескиди. 
Хребет виконує роль гірського вузла. Пасмо простягається з південно-західної частини села Орів, звідки воно потім звивається дугою та з'єднується з Масловецьким (Вороновим) хребтом коло гори Турків (846 м). З північної сторони хребет полого переходить у Діл Верх та Орівський хребет, з східної у Східницький Діл, а з західної межує зі схилами Комарницьких гір. Форма має притаманні низькогір'ю м'які обриси, тому відсутні дуже круті схили та дві єдині вершини не мають чітких виступів відносно загального рельєфу пасма. Цюховий — найвищий хребет в межах Орівської Скиби.
З північних схилів протікає річка Роп'яний, із заходу Східничанка, з північно-західних схилів тече ріка Тисьмениця — притока Бистриці Тисменицької, а з півдня Стинавка. Хребет вкритий переважно ялицево-буковими лісами, проте його верховинна лінія здебільшого не залісненою. 
Оскільки надра південної частини хребта багаті на нафту, тут, поблизу гори Турків, у 2001 році відкрили Верхньомасловецьке родовище, що розташоване на висоті понад 800 м н. р. м. Південно-східні та західні схили Цюхового Долу входять до території Національного природного парку «Сколівські Бескиди».
Вздовж верху хребта проходять туристичні шляхи  №1 та №504.

## Вершини
- Цюхів Верх (939,4 м)
- Скабрина (867,1 м)[1]